# Volcán San Andrés
El volcán San Andrés; también llamado “cerro San Andrés”, es un estratovolcán que forma parte del Eje Neovolcánico. En algunas fuentes es referido como “Sierra de Ucareo”, se encuentra en el Municipio de Hidalgo, en el estado de Michoacán, México. Tiene aproximadamente cinco millones de años, y su erupción más reciente fue en el año 2005.
El Cerro de San Andrés es el segundo de mayor altitud del estado de Michoacán (solo por debajo del pico de Tancítaro) con 3 600 m s. n. m. y aproximadamente 1 400 metros de prominencia, es el cerro más alto de la región Oriente del Estado, cercano a las ciudades de Acámbaro, Atlacomulco de Fabela y Morelia. El volcán de San Andrés es una montaña clase T hipsográfica.
La energía del volcán es aprovechada por plantas termoeléctricas que abastecen a Ciudad Hidalgo y otras poblaciones.